# Nowe przygody rodziny Addamsów
Nowe przygody rodziny Addamsów (ang. The New Addams Family, 1998–1999) – serial amerykańsko-kanadyjski opowiadający o losach rodziny Addamsów.
Po latach przerwy od 24 lutego 2014 roku, emisję serialu rozpoczęła stacja TV Puls (wersja z lektorem). Przed laty serial w wersji z dubbingiem emitowały stacje Fox Kids/Jetix, Polsat i TV4.

## Fabuła
Serial opowiada o rodzinie jak z horroru. Addamsowie to rodzina sadystów, masochistów i potworów. Mieszkają na bagnach w ogromnym, zapuszczonym dworze. Ich dom pełen jest narzędzi tortur, ukrytych przejść i pułapek. Mimo to serial nie jest horrorem, a parodią horrorów, pełnym czarnego humoru i zabawnych scen.

## Bohaterowie
- Glenn Taranto – Gomez Addams
- Ellie Harvie – Morticia Addams
- Brody Smith – Pugsley Addams
- Nicole Fugere – Wednesday Addams
- Betty Phillips – Eudora Addams
- Michael Roberds – Fester
- John DeSantis – Lurch
- Paul Dobson – kuzyn Coś

## Wersja polska

### Dubbing
Opracowanie i udźwiękowienie wersji polskiej: na zlecenie Fox Kids – Studio Eurocom

Reżyseria: Małgorzata Boratyńska

Tłumaczenie:
- Dariusz Paprocki,
- Elwira Trzebiatowska,
- Katarzyna Precigs

Dialogi:
- Dariusz Paprocki,
- Elwira Trzebiatowska,
- Elżbieta Chojnowska,
- Zbigniew Borek,
- Katarzyna Precigs,
- Marcin Wyrwał

Dźwięk i montaż: Jacek Kacperek

Kierownictwo produkcji:
- Marzena Wiśniewska,
- Jerzy Wiśniewski

Udział wzięli:
- Dominika Ostałowska – Mortycja
- Jacek Rozenek – Gomez
- Mirosława Krajewska – Babcia
- Mieczysław Morański – Fester
- Ania Wiśniewska – Wednesday
- Cezary Kwieciński – Pugsley
- Dariusz Odija – Large
- Adam Bauman – Dziadek
- Miriam Aleksandrowicz – Debbie
- Stefan Knothe – Lajl
- Katarzyna Kozak-Paszkowska – Elza
- Ryszard Nawrocki – Pa
- Wojciech Paszkowski – Matt
- Łukasz Nowicki – Cramp
- Józef Mika – pan Filding
- Małgorzata Puzio – Marsha
- Robert Tondera – Craig
- Anna Apostolakis – Jane
- Jan Janga-Tomaszewski – Kuzyn Coś
- Jacek Kopczyński
- Paweł Szczesny
- Tomasz Marzecki
- Włodzimierz Bednarski

### Lektor
Wersja polska: na zlecenie Telewizji Puls – Studio Publishing

Tekst:
- Piotr Mielańczuk,
- Zuzanna Naczyńska,
- Dariusz Makulski,
- Ewa Śmietanka

Czytał: Maciej Gudowski

## Lista odcinków
| Sezon | Sezon | Odcinki | Pierwsza emisja      | Pierwsza emisja w Polsce | Powtórna emisja w Polsce |
| ----- | ----- | ------- | -------------------- | ------------------------ | ------------------------ |
|       | 1     | 52      | 19 października 1998 | 1 września 1999          | 24 lutego 2014           |
|       | 2     | 13      | 31 maja 1999         | 1999                     | nieemitowany             |